# 耶律仲禧
耶律仲禧（やりつ ちゅうき、生没年不詳）は、遼（契丹）の政治家。もとの姓は李。南京析津府の人。子は耶律儼。孫は遼の宰相の耶律処温。

## 経歴
重熙年間、初めて出仕した。清寧初年、同知南院宣徽使事となった。清寧4年（1058年）、鴨子河・混同江の間に築城し、北院宣徽使に任じられた。咸雍初年、誤った上奏をおこなったため、楡州刺史として左遷された。まもなく旧職に復し、漢人行宮都部署に転じた。
咸雍7年（1071年）12月、朝廷から国姓の耶律姓を賜った。咸雍8年（1072年）12月、韓国公に封じられた。咸雍9年（1073年）8月、南院枢密使に転じた。太康3年（1077年）、耶律乙辛らが皇太子耶律濬を誣告すると、仲禧は耶律乙辛らに都合のいい調査結果を提出し、皇太子一派を冤罪に落とすのに一役買った。太康4年（1078年）11月、広徳軍節度使に任じられた。太康6年（1080年）3月、再び南院枢密使となった。死去すると、諡は欽恵といった。

## 伝記資料
- 『遼史』巻98 列伝第28